# Макс Гендель
Макс Гендель (англ. Max Heindel, при рождении Карл Людвиг фон Грассхоф, нем. Carl Louis von Grasshoff; 23 июля 1865 — 6 января 1919) — датско-  американский оккультист, мистик, ясновидящий, эзотерик, розенкрейцер, писатель и астролог; один из зачинателей современной астрологии в США, выдающийся христианский мистик Америки. 
Основанное им в 1909 году Братство Розенкрейцеров было главной силой в становлении, развитии и распространении астрологии в США. 
Макс Гендель был современным представителем древнего Ордена Розенкрейцеров, благодаря его трудам многие люди узнали об основных положениях учения.

## Ранние годы
Отец Карла, Франц фон Грассхоф, родился в Берлине, Германия. Он прибыл в Данию, вероятно, вместе с прусской армией во время датско-прусской войны в 1864 году. Здесь Франц фон Грассхоф женился на датчанке Анне Петерсен. У них было два сына, старший — Карл позже, после эмиграции в Америку, изменил своё имя и стал Максом Генделем.
Отец умер, когда Карлу было всего шесть лет, и мать с маленькими детьми оказалась в очень стеснённых обстоятельствах.

## Жизненный опыт и первая книга
В 1884 году Карл начинает самостоятельную жизнь, прибыв в Глазго, Шотландия. Здесь он знакомится со своей будущей женой Кэтрин. В 1885 году они поженились и уехали из Глазго в Ливерпуль, где Карл работает в службе торгового флота.
В 1896 году Карл Людвиг фон Грассхоф становится Максом Генделем и эмигрирует в Америку. Он работает инженером на пивоваренном заводе в Сомервилле, Массачусетс. В 1903 году он едет в Лос-Анджелес, где  работает снова инженером. Поскольку его давно уже интересуют вопросы  метафизики, Гендель присоединяется к Теософскому Обществу Лос-Анджелеса, вице-президентом которого он был в 1904—1905 гг. В это же время он начинает изучать астрологию. Джон Мелтон констатировал, что книги Генделя «Simplified Scientific Astrology» и «The Message of the Stars» стали в XX веке главным фактором возрождения астрологии
в Америке. В 1907 году во время своей поездки в Германию Гендель встретился со "Старшим Братом" из Ордена Розенкрейцеров и получал от него знания, позже изложенные в своих трудах.
Книга «Blavatsky and The Secret Doctrine» стала первым литературным трудом Макса Генделя. Мэнли Палмер Холл пишет, что эта небольшая книга представляет собой лишь часть неопубликованной рукописи. Первоначально рукопись состояла из записей двух лекций, прочитанных перед Теософским Обществом в Лос-Анджелесе. Холл пишет далее:

«За годы, ушедшие на подготовку этих лекций, Макс Гендель значительно повысил свой уровень мистического знания и по праву заслужил признание как выдающийся христианский мистик Америки. Однако его почтение и уважение  Блаватской со временем никоим образом не изменилось, и до дня своей смерти он всегда отзывался о ней словами высочайшего восхищения. Это было заслугой книг Блаватской, из которых Макс Гендель получил первое в своей жизни знание оккультных наук. Он считал благодарность главным законом оккультизма, и его чистая душа хранила до конца замечательный дух благодарности за вдохновение и обучение, полученные им из „Тайной Доктрины“».

## Главный труд
В 1909 году Макс Гендель, учредив Братство Розенкрейцеров , издаёт книгу, которую Мэнли Холл позднее назовёт  учебником христианской метафизики. Это — «Космическая концепция розенкрейцеров, или мистическое христианство (элементарный курс о прошлой эволюции, нынешнем строении и будущем развитии человека)». Книга содержит универсальную схему эволюционных процессов человека и Вселенной, соотнесённую с наукой и религией начала XX века.
Макс Гендель в своей книге пишет: об отношении человека к Богу, о видимых и невидимых мирах, о космогенезе и антропогенезе, об ограниченности Библии, об Иисусе Христе и Его миссии.
Он сравнивает три, на его взгляд, достойных внимания теории, которые были когда-либо выдвинуты для разрешения загадки Жизни и Смерти.

«1. По материалистической теории, жизнь — это странствие от материнского чрева до могилы; ум является продуктом определённых видов материи; человек является высшим познающим существом в Космосе; его познавательная способность угасает с распадом тела после смерти.
2. Теологическая теория утверждает, что при каждом рождении вновь созданная душа вступает на жизненную арену прямо из рук Бога, проходя через врата рождения из невидимого состояния в видимое существование; что по истечении одного короткого отрезка жизни в материальном мире она уходит через врата смерти в незримое потустороннее нечто, откуда больше не возвращается; что её счастье или страдание там навеки определяются её действиями в ничтожно малый промежуток времени между рождением и смертью.
3. Теория возрождения учит, что каждая душа — это неотъемлемая часть Бога, содержащая в себе все божественные возможности, как зерно содержит в себе растение; что путём повторяющихся существований в земном теле постепенно повышающегося качества латентные возможности медленно развиваются в динамические способности; что ничто не теряется в этом процессе, и всё человечество в конце концов достигнет своей цели: совершенства и воссоединения с Богом».
Гендель утверждает, что, «рассматривая жизнь с этической точки зрения, мы находим, что закон Возрождения вместе с сопровождающим его законом Следствий — это единственная теория, удовлетворяющая чувство справедливости и гармонирующая с фактами жизни, как мы их видим».

## Мнение Мэнли Холла
«И г-жа Блаватская, и г-н Гендель посвятили свои жизни служению человечеству. Каждая из них была посвящена распространению духовного знания. Они были награждены, по большей части, неблагодарностью, гонением и непониманием. Они страдали от лживости друзей и усвоили, каким жестоким может быть мир к тем, кто стремится наставлять и улучшать его. Только руководитель духовного движения может представить себе, какой тяжёлой может быть ответственность лидера. Елена Блаватская уже перешла в невидимый мир, когда Макс Гендель начал своё служение. Они никогда не встречались на физическом плане. Однако, отрицая личное знакомство с великим Восточным оккультизмом, Макс Гендель пришёл к пониманию Блаватской через годы подобного же служения тем же высшим идеалам. Он пришёл к её пониманию, как может только мистик, и его высокая оценка её верности и её терпения была тем более глубока из-за несчастий, которые он претерпевал сам».

### На русском языке
- Космоконцепция розенкрейцеров, или мистическое христианство
- Мистерии розенкрейцеров
- Эзотерические принципы здоровья и целительства
- Блаватская и Тайная Доктрина
- [royallib.com/book/gendel_maks/uchenie_rozenkreytserov_v_voprosah_i_otvetah_tom_1.html Учение розенкрейцеров в вопросах и ответах. Том 1]
- [royallib.com/book/gendel_maks/uchenie_rozenkreytserov_v_voprosah_i_otvetah_tom_2.html Учение розенкрейцеров в вопросах и ответах. Том 2]
- Лекции о христианстве розенкрейцеров
- Послание звезд

## Комментарии
1. ↑  Сайт Братства: The Rosicrucian Fellowship (An International Association of Christian Mystics).
2. ↑  «В 1905 Гендель был теософским лектором».[1]
3. ↑  «В 1907 г. он совершает поездку в Германию, где встречается со Штейнером».[9]
4. ↑  «Max Heindel was one of the most enthusiastic admirers of Madame Blavatsky and her Secret Doctrine»[11].
5. ↑  «It was at his last lecture that Heindel announced a special meeting for Sunday, August 8, 1909. Enthusiasts asked so many questions that Max Heindel asked the assembly if they would join together to promulgate the Teaching. They were nearly unanimous in favor. He drew his watch from his pocket and noted the time, 15:00 (3:00 p.m.), announcing that they were at that moment launching the Rosicrucian Fellowship, or words to that effect».[15]
6. ↑  Братство розенкрейцеров рассматривалось Генделем и его последователями «в качестве преемника таинственного Ордена розенкрейцеров, якобы существовавшего в Европе в средние века».[9]
7. ↑  «Max Heindel, originally a member of Mrs. Besant’s Society and a lecturer in its American Section, came under the influence of Steiner’s works, and after a time blossomed forth on his own account with a new „Rosicrucian“ society, and a book entitled The Rosicrucian Cosmo-Conception».[16]
8. ↑  «202 editions published between 1909 and 2009 in 7 languages and held by 1,010 WorldCat member libraries worldwide». // WorldCat
9. ↑  «Heindel's background included the Adyar theosophy, an intensive five-month study of what Steiner taught and the Teachings which he received directly from the Elder Brother and placed into a manuscript of about 350 pages».[17]
10. ↑  Рене Генон писал, что большая часть учения Генделя с некоторыми незначительными изменениями взята из «Тайной доктрины»[19].